# Maitreesh Ghatak
Maitreesh Ghatak (bengalisch মৈত্রীশ ঘটক Maitrīś Ghaṭak, * 7. Februar 1968) ist ein indischer Ökonom und Hochschullehrer an der London School of Economics (LSE). Seine wirtschaftswissenschaftlichen Interessensgebiete sind die Entwicklungsökonomie, die Organisationsökonomik und die öffentliche Ökonomik. Ghatak ist Chefredakteur des Journal of Development Economics.

## Ausbildung
Maitreesh Ghatak besuchte von 1986 bis 1989 das Presidency College an der University of Calcutta, von welcher er einen B.Sc. in Volkswirtschaftslehre erhielt. Später wechselte er an die Delhi School of Economics der University of Delhi, die ihm 1991 einen M.Sc. in VWL verlieh. Hiernach promovierte Ghatak unter der Aufsicht Eric Maskins an der Harvard University und erhielt 1996 einen Ph.D. in VWL.

## Beruflicher Werdegang
Nach seinem Ph.D. nahm Ghatak eine Stelle als Assistant Professor für VWL an der University of Chicago an, bevor er 2002 einem Ruf an die London School of Economics folgte und dort Associate Professor für VWL wurde. Schließlich wurde Ghatak 2004 an der LSE zum vollwertigen Professor für VWL befördert.
Daneben ist Ghatak derzeit Chefredakteur des Journal of Development Economics und war zuvor redaktionell für die Review of Economic Studies (2002–2011), das Journal of Comparative Economics (2009–2012) und Economics of Transition (2003–2005) tätig.
Darüber hinaus ist Ghatak seit 2005 Direktor des Economic Organization and Public Policy Program (EOPP) an den STICERD und seit 2010 Chefökonom des International Growth Centre. Zudem arbeitet Ghatak für das Bureau for Research and Economic Analysis of Development (B.R.E.A.D.), Theoretical Research in Development Economics ThReD und forscht für das Centre for Economic Policy Research, das Centre on Competitive Advantage in the Global Economy (Universität Warwick) und das Leverhulme Centre for Market and Public Organization (University of Bristol).
2018 wurde Ghatak in die British Academy gewählt.

## Forschung
Ghataks Forschung erstreckt sich auf eine Vielzahl verschiedener Bereiche, darunter Mikrofinanz, Eigentumsrechte, Non-Profit-Organisationen, öffentliche Dienstleistungen, Landerwerb, Anreize für Agenten, Armutsfallen, Berufswahl, Kapitalmarktanomalien, Miete und Diskriminierung.
Gemäß der wirtschaftswissenschaftlichen Publikationsdatenbank IDEAS gehört Ghatak im Gesamtranking zu den 5 % der forschungsstärksten Ökonomen (Rang 1452). Auch unter Kriterien wie „Anzahl an Zitaten“ oder „Anzahl an Zeitschriftenseiten“ gehört Ghatak deutlich zu den besten 5 % der in der Datenbank erfassten Ökonomen. Der am meisten zitierteste Artikel Ghataks trägt den Titel „The Economics of Lending with Joint Liability: Theory and Practice“ (1999) und wurde zusammen mit Timothy Guinnane verfasst. In diesem Artikel untersuchen Ghatak und Guinnane die ökonomische Logik hinter Joint-Liability Lending als ein Mittel, um zwei zentrale Probleme der Mikrofinanz – asymmetrische Information und das Fehlen eines werthaltigen Pfandes – teilweise zu beheben.